# Чекола, Мари Клэр
Мари Клэр Чекола — медсестра из Гвинеи, пережившая лихорадку Эбола. Она активистка, рассказывает о болезни и борется со стигмой в отношении тех, кто страдает от неё. В 2015 году Госдепартамент США присудил ей Международную женскую премию за отвагу.

## Биография
Чекола выросла в небольшой гвинейской деревне недалеко от границы с Сенегалом. Она была первой женщиной в своей семье, получившей образование. Чекола получила диплом медсестры и работала в больнице Донка в Конакри, Гвинея.
В июле 2014 года она заразилась лихорадкой Эбола, когда лечила тяжелобольного пациента. Из-за нехватки медицинских работников и основных средств защиты болезнь быстро распространялась по Западной Африке. Распознав симптомы, Чекола обратилась в лечебницу, чтобы предотвратить распространение болезни. На собственном опыте она осознала, что отрицание, сомнения и дезинформация могут помешать людям получить надлежащее лечение и принять надлежащие меры предосторожности. После выздоровления Чекола вернулась к своей работе медсестрой отделения неотложной помощи в больнице Донка, но её проблемы не закончились.
Хозяин жилья Чеколы выселил её из-за страха и дезинформации о болезни. У других выживших случались похожие истории: друзья переставали их навещать, работодатели не разрешали работникам возвращаться на рабочее место, многие считали, что лихорадка Эбола — это смертный приговор, так что заразившиеся умрут и их стоит избегать, члены семьи отказывались от детей и подростков. Особенно тревожна ситуация с детьми. В Гвинее числятся сиротами более 4000 детей. Поскольку выжившие после лихорадки, по-видимому, обладают иммунитетом к болезни, ЮНИСЕФ нанимает их для помощи. Они могут прикасаться к заболевшим детям и утешать их так, как не может персонал в защитном снаряжении.
Чекола стремится повышать осведомлённость, информировать о профилактике лихорадки Эбола и бороться с дискриминацией в отношении выживших. Она член Гвинейской ассоциации выживших после лихорадки Эбола, которая оказывает поддержку тем, кто пережил болезнь.